# Horst Maschler
Horst Maschler (* 18. September 1933 in Löwen (Schlesien)) ist ein deutscher Metallurg und Politiker (SPD). Er war von 1995 bis 1998 Präsident des Landesrechnungshofes Brandenburg.

## Biographie
Maschler besuchte vier Jahre die Volksschule in Löwen und ein Jahr das Gymnasium in Brieg. Im Januar 1945 flüchtete er aus Schlesien und wohnte ab Juli 1945 in Bad Freienwalde, wo er 1952 das Abitur an der Oberschule Freienwalde erreichte. Danach studierte er von 1953 bis 1957 Eisenhüttenkunde an der Humboldt-Universität zu Berlin und schloss das Studium nach neun Semestern als Diplom-Ingenieur ab. 
Anschließend arbeitete er von 1958 bis 1990 unter anderen unter Eduard Maurer am Eisenforschungsinstitut Hennigsdorf und dessen Nachfolgeeinrichtungen (Forschung und Entwicklung). Er wurde im Jahr 1975 mit einer wirtschaftswissenschaftlichen Arbeit zur optimalen Produktionsstruktur in der Schwarzmetallurgie der DDR an der Bergakademie Freiberg zum Dr. oec promoviert. Im Jahr 1985 wurde er mit dem Banner der Arbeit III im Kollektiv für die Vorbereitung und Inbetriebnahme des Sauerstoff-Konverterstahlwerkes Eisenhüttenstadt ausgezeichnet. Bereits 1989 erhielt er den Nationalpreis der DDR (II. Klasse) für die technologische und anlagentechnische Entwicklung eines Verfahrens zur effektiven Rohstahlerzeugung im Sauerstoffkonverter mit erhöhtem Schrotteinsatz. Der Ingenieurbetrieb für die Metallurgie der DDR wurde 1990 aufgelöst und er wurde Ressortleiter für Finanzen in der Bezirksverwaltungsbehörde Potsdam.
1990 trat Maschler der neugegründeten SPD bei und saß für sie unter anderem im Oranienburger Kreistag, dessen ehrenamtlicher Präsident er war. Bei der Landtagswahl in Brandenburg 1990 gewann er im Wahlkreis Oranienburg II das Direktmandat und gehörte im Landtag dem Ausschuss für Haushalt und Finanzen als Mitglied an. Er legte sein Landtagsmandat jedoch am 11. März 1992 vorzeitig nieder, um eine Leitungsfunktion im Landesrechnungshof Brandenburg anzutreten. Seine Nachfolgerin im Landtag war Barbara Tietze.
Nach Niederlegung seines Landtagsmandates wurde er am 1. März 1992 zunächst zum Leitenden Ministerialrat im Landesrechnungshof und am 1. März 1993 zum Vizepräsidenten des Landesrechnungshofes ernannt.
Von Ende 1995 bis Ende November 1998 war er schließlich als Nachfolger Eberhard Frickes der Präsident des Landesrechnungshofes, wobei er formal erst am 1. Januar 1996 zum Präsidenten ernannt wurde. Maschler war dabei der erste Präsident eines Landesrechnungshofs in den neuen Bundesländern mit ostdeutscher Vita.